# Stuart Price
Stuart Price, född 9 september 1977 i Paris, är en brittisk musiker som gör 80-talsinspirerad electronica. Han har uppträtt under flera artistnamn, bland annat de franska Les Rythmes Digitales och Jacques Lu Cont.

## Diskografi
- Liberation (1996)
- Darkdancer (1999)